# 日本の情報に関する学科設置高等学校一覧
日本の情報に関する学科設置高等学校一覧（にほんのじょうほうにかんするがっかせっちこうとうがっこういちらん）は、全国の「情報に関する学科」が設置されている高等学校の一覧である。
専門教科「情報」を中心に履修する専門教育を主とする学科が設置されている高等学校は、本項目に掲載する。それ以外の学科・課程において専門教科「情報」を履修する場合については、日本の総合学科設置高等学校一覧・その他の学科・普通科コース設置校を参照。専門教科「情報」を履修しない学科・課程は、名称に「情報」が含まれる場合であっても、本項目に含めない。

## 東北地方

### 青森県
- 東奥学園高等学校 - 情報科学科
- 柴田学園大学附属柴田学園高等学校 - 情報科

### 秋田県
・秋田県立仁賀保高等学校 - 情報メディア科

### 山形県
- 山形県立酒田光陵高等学校 - 情報科

## 関東地方

### 群馬県
- 太田市立商業高等学校 - 情報科（2013年度以降生徒募集停止、2015年3月31日廃止）

### 千葉県
- 千葉県立柏の葉高等学校 - 情報理数科
- 千葉県立袖ヶ浦高等学校 - 情報コミュニケーション科

### 東京都
- 東京都立新宿山吹高等学校 - 情報科 - 定時制課程単置

## 中部地方

### 山梨県
- 甲斐清和高等学校 - 情報メディア科（2011年に廃止[1]）

### 岐阜県
- 岐阜県立大垣商業高等学校 - 情報科（2021年度以降生徒募集停止）
- 岐阜県立岐阜各務野高等学校 - 情報科

### 愛知県
- 名古屋市立工芸高等学校 - 情報科

### 三重県
- 三重県立亀山高等学校 - システムメディア科

## 近畿地方

### 京都府
- 京都府立京都すばる高等学校 - 情報科学科

### 大阪府
- 大阪市立西高等学校 - 情報科学科（2020年度以降募集停止、その後閉校[2]）

### 兵庫県
- 兵庫県立姫路商業高等学校 - 情報科学科

### 奈良県
- 奈良県立宇陀高等学校 - 情報科
- 奈良県立奈良南高等学校 - 情報科学科

## 中国地方

### 鳥取県
- 鳥取県立鳥取湖陵高等学校 - 情報科学科

### 岡山県
- 岡山県立玉野光南高等学校 - 情報科
- 岡山龍谷高等学校 - 情報科

## 四国地方

### 香川県
- 香川県立坂出商業高等学校 - 情報技術科
- 香川県立高松商業高等学校 - 情報数理科

### 愛媛県
- 愛媛県立新居浜商業高等学校 - 情報ビジネス科

## 九州地方

### 福岡県
- 福岡県立嘉穂総合高等学校 - ITシステム科

### 長崎県
- 長崎県立諫早商業高等学校 - 情報科

### 大分県
- 大分県立中津東高等学校 - ビジネス情報科
- 大分県立大分商業高等学校 - 情報処理科
- 大分県立情報科学高等学校 - 情報電子科・情報管理科・情報経営科
- 大分国際情報高等学校 - 情報通信科・情報電子科

### 沖縄県
- 沖縄県立名護商工高等学校 - 総合情報科
- 沖縄県立美来工科高等学校 - ITシステム科・コンピュータデザイン科